# بورا، استرالیای جنوبی
بورا (به انگلیسی: Burra) یک شهرک در استرالیا است که در استرالیای جنوبی واقع شده‌است.